# Nassio Bayarri
Ignacio Bayarri Lluch, més conegut com Nassio Bayarri (València, 1932 - 2023) fou un escultor i pintor valencià, cofundador del Grup Parpalló i del Moviment Artístic del Mediterrani.
Fill del també escultor i poeta Josep Maria Bayarri de qui va rebre les primeres lliçons a l'Escola de Belles Arts de Sant Carles de València. Cursa el batxillerat en l'acadèmia de Cabanilles, però la seva formació com a artista comença a l'Escola d'Arts i Oficis de València on s'exercitarà principalment en el dibuix. En 1947 ingressa en l'Acadèmia de Belles Arts de Sant Carles a València, on cursa els estudis en l'especialitat d'escultura. Conclou aquesta etapa formativa en 1952 obtenint el Premi Extraordinari de Fi de Carrera.
En 1989 és nomenat acadèmic numerari de la Reial Acadèmia de Belles Arts de Sant Carles de València, de la qual més tard va ser vicepresident (2001-2002). En 1996 se li concedeix la Medalla d'Or del Cercle de Belles Arts i a l'octubre del 2010 rep la Distinció al Mèrit Cultural concedit per la Generalitat Valenciana. A més, ha estat guardonat en tres ocasions amb la Medalla Nacional d'Escultura i amb la Medalla d'Or en Indian Hill.
El 13 de gener de 2023 va morir després de sofrir un accident domèstic a la seva casa de Paterna.

## Obres
Obra escultòrica a la ciutat de València
- Monument a Josep Segrelles (Plaça del Pintor Segrelles)
- Monument a Vicent Blasco Ibáñez (Plaça dels Porxets)
- Monument a l'afició valencianista (carrer Misser Mascó amb Avinguda de Suècia, enfront de l'Estadi de Mestalla)
- Monument a Gregori Maians (Plaça de Magúncia, Hemeroteca Municipal)
- Monument a Melchor Clots Pérez (Plaça de Melchor Clots Pérez)
- Monument a Ausiàs March (Avinguda d'Ausiàs March)
- Còsmic Geomètric, en la Universitat Politècnica de València

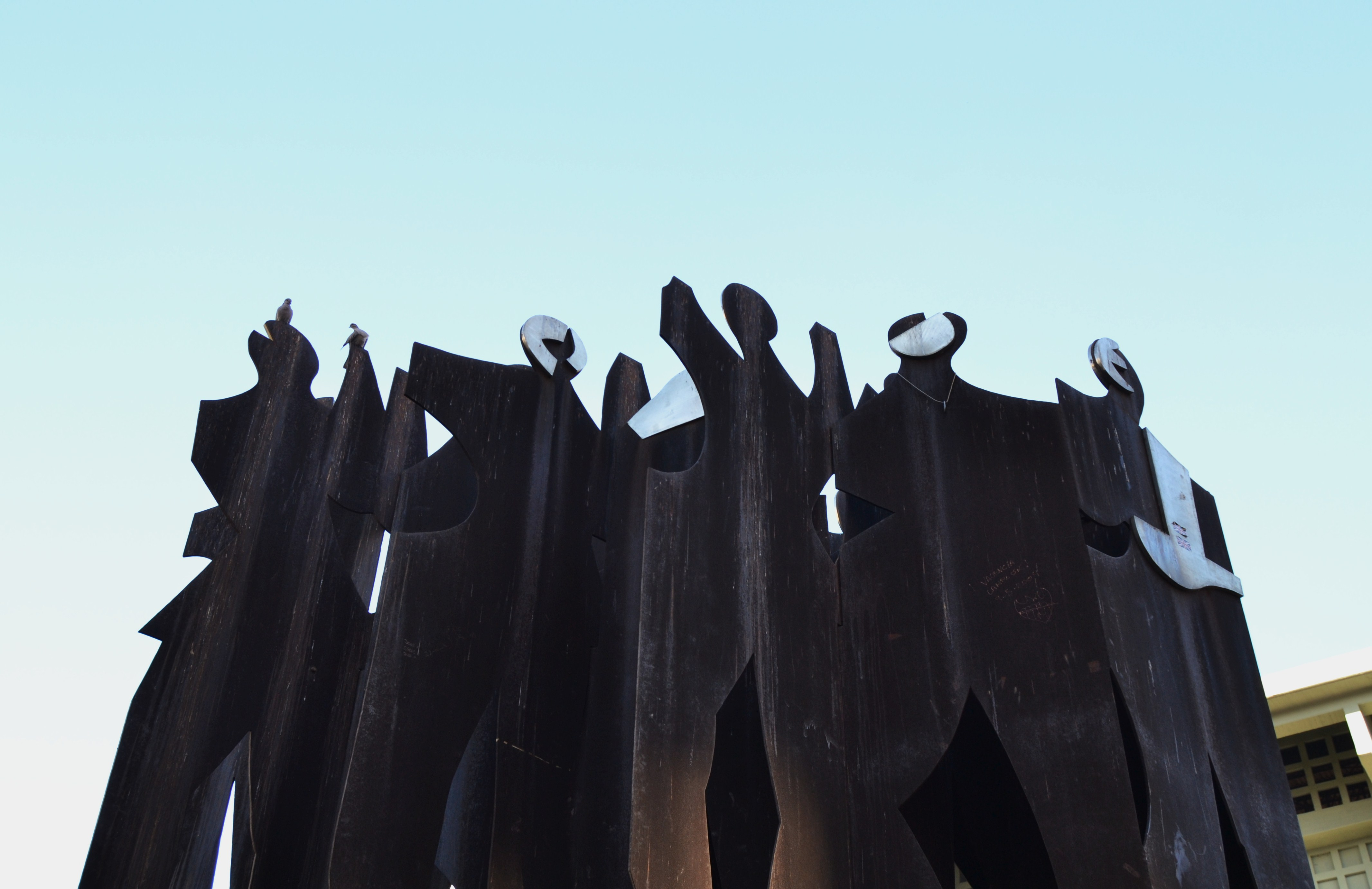
Homenatge a l'afició
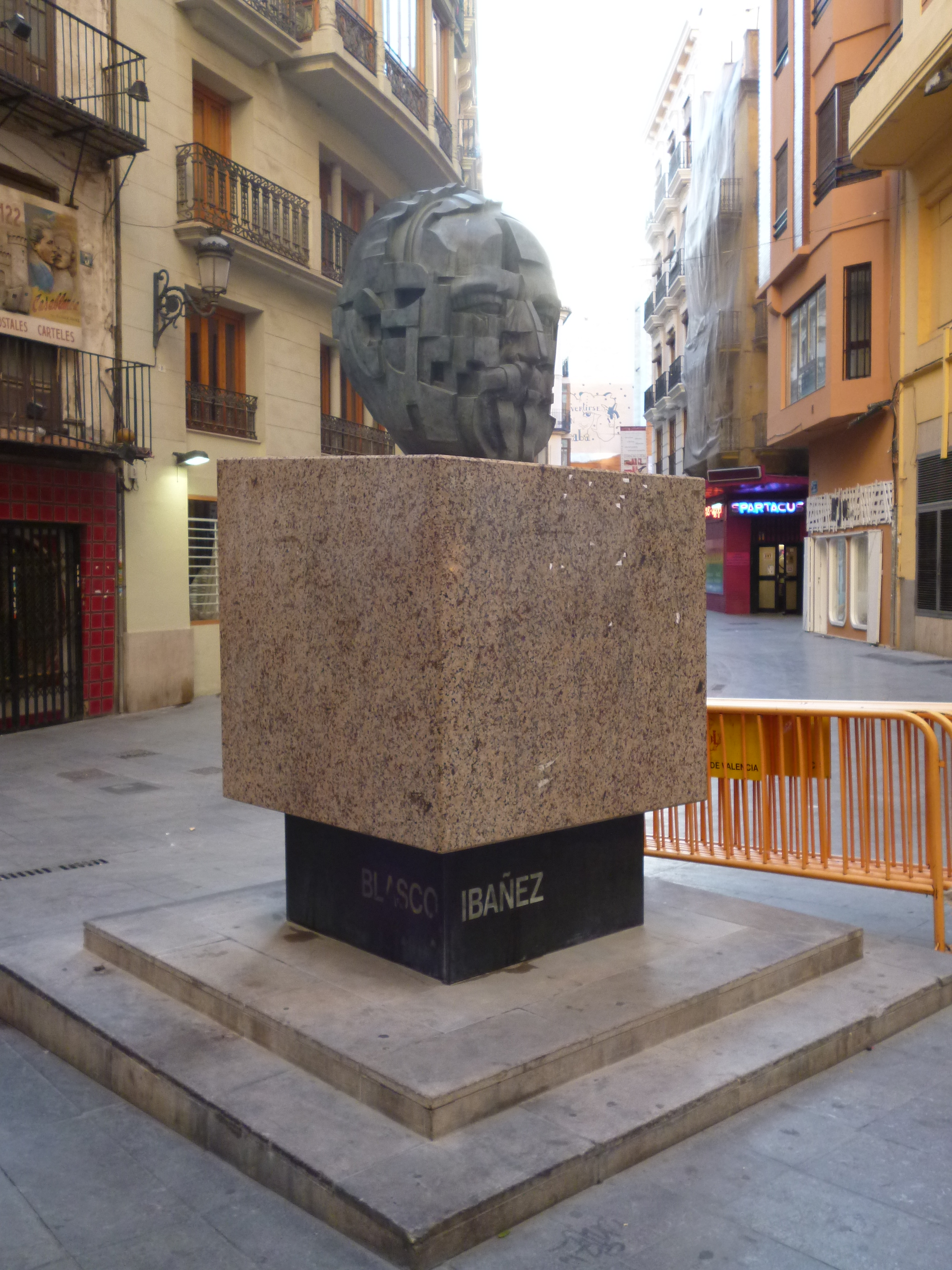
Monument a Blasco Ibáñez
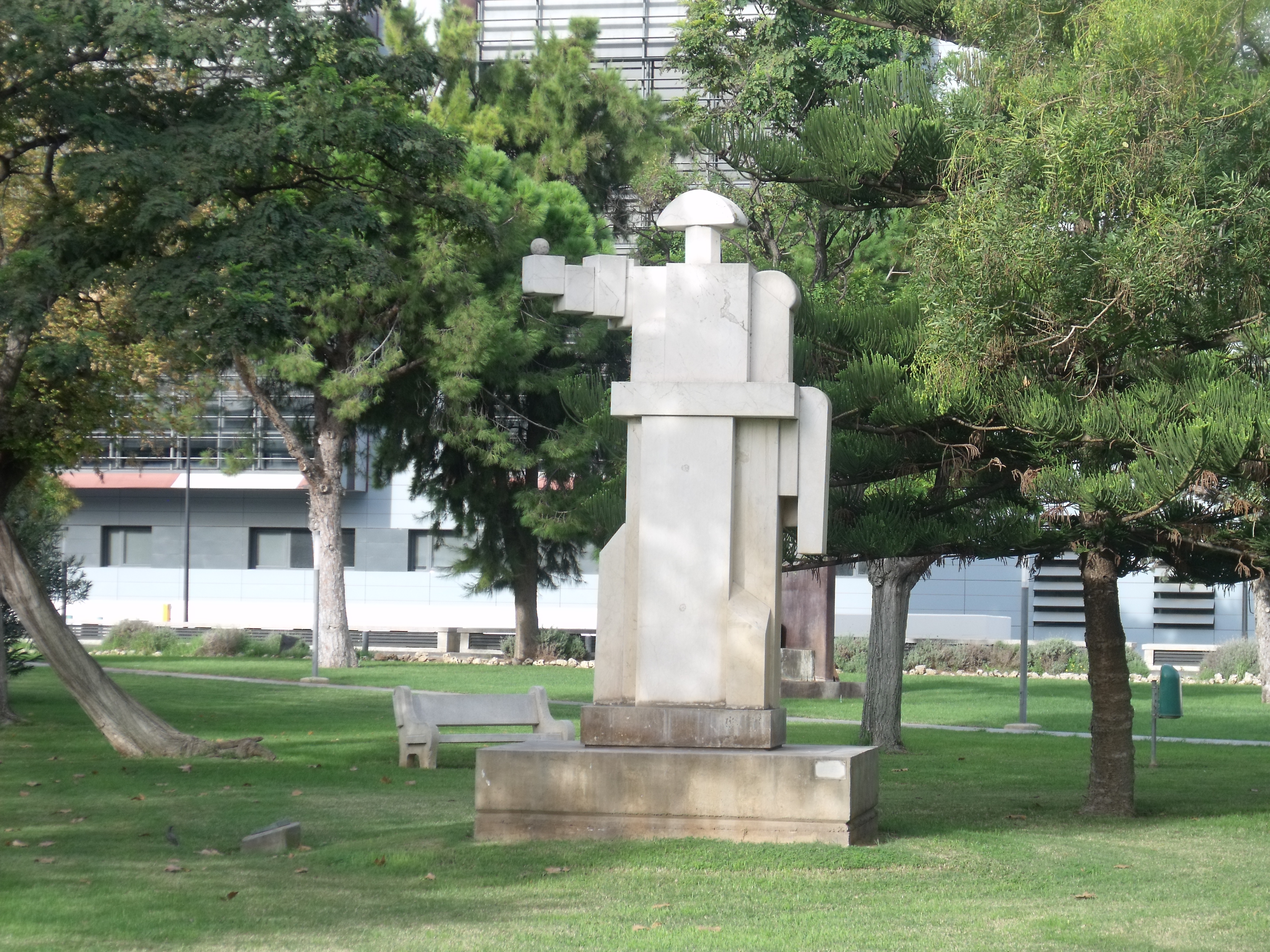
Còsmic Geomètric
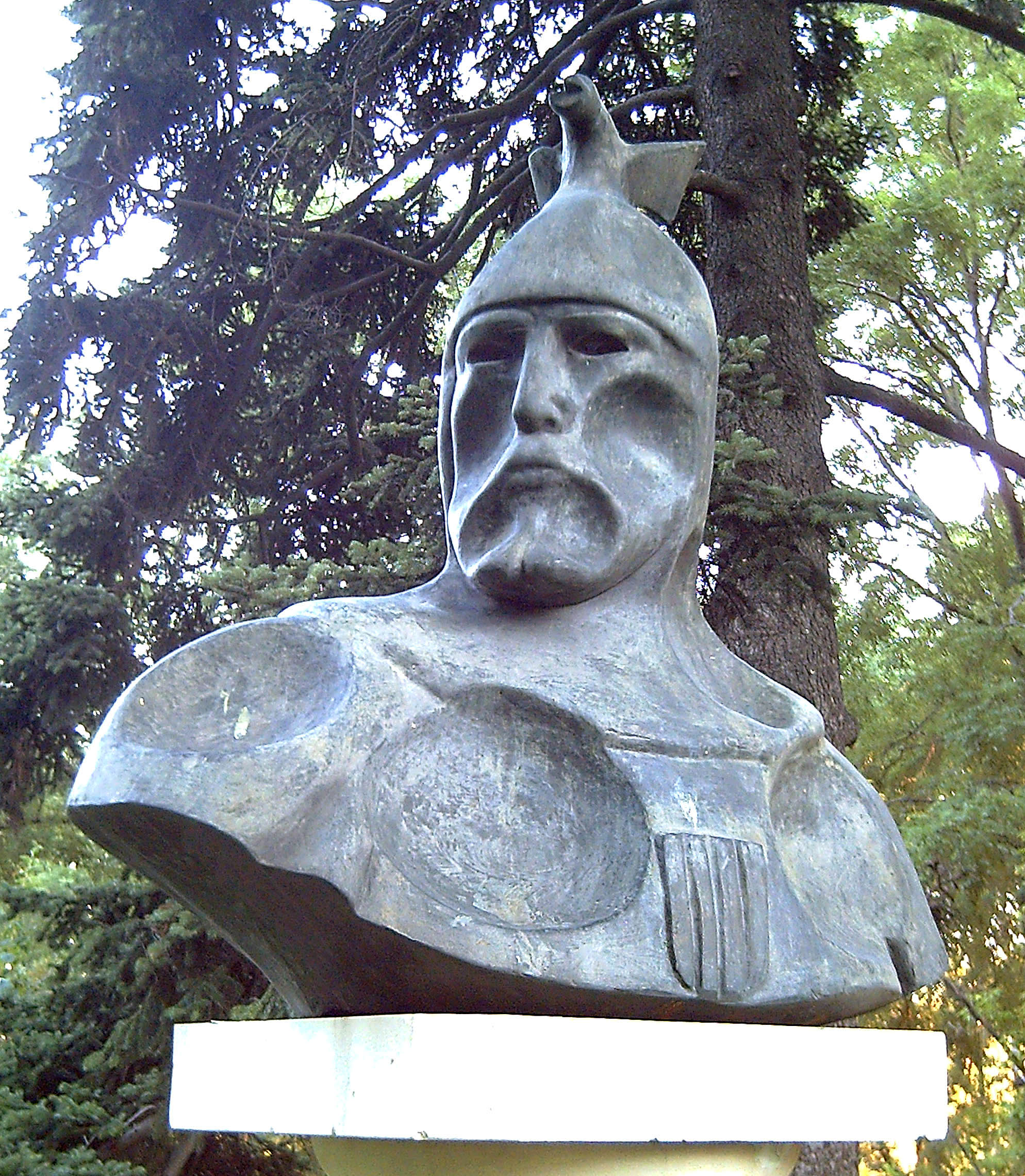
Homenatge a Jaume I (Madrid)
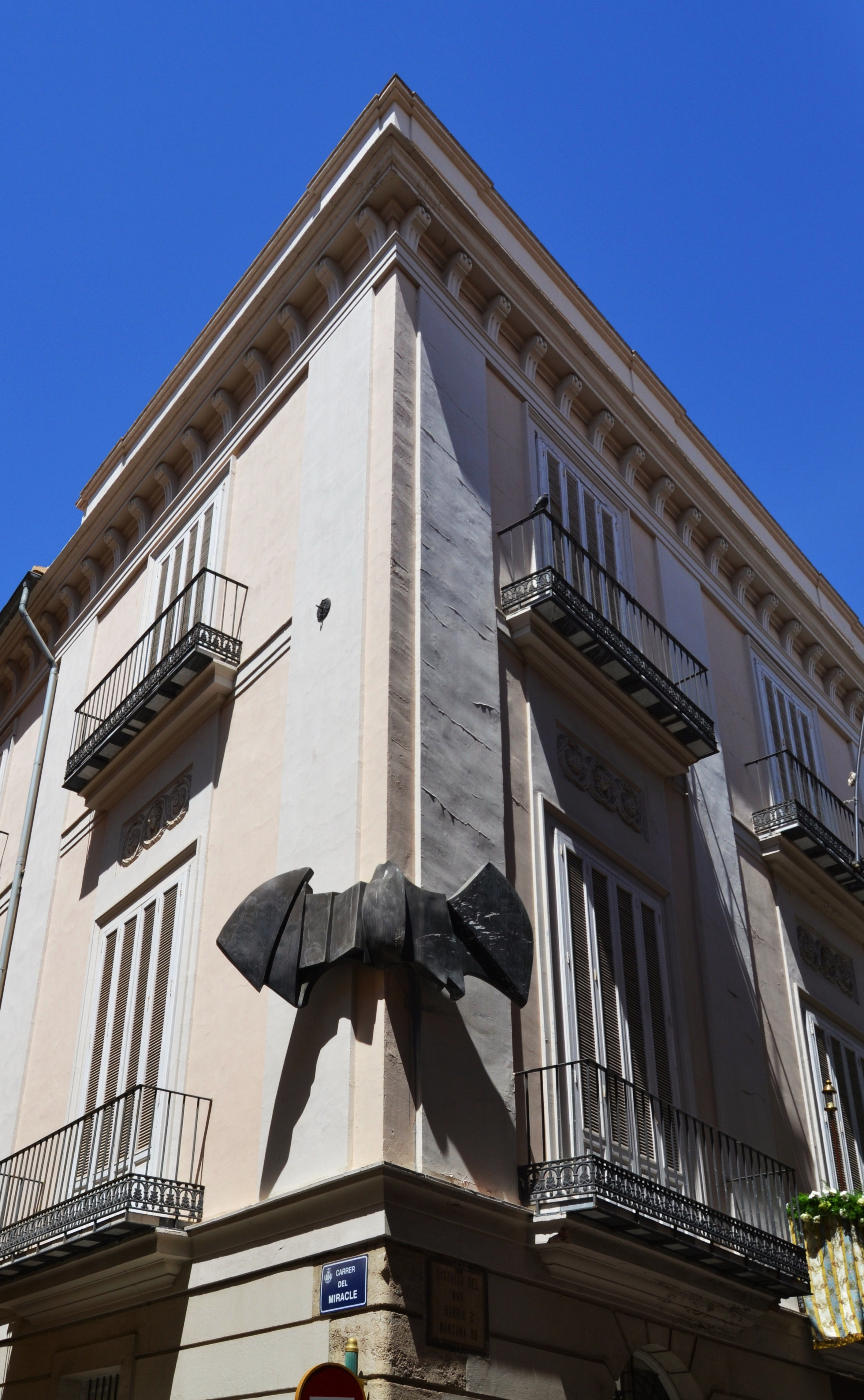
Lo Rat Penat